# Mormonia albimedia
Mormonia albimedia là một loài bướm đêm trong họ Noctuidae.